# Uleobryum naganoi
Uleobryum naganoi là một loài rêu trong họ Pottiaceae. Loài này được Kiguchi mô tả khoa học đầu tiên năm 1996.